# Gare d'Igney - Avricourt
Ne doit pas être confondu avec Gare d'Igney ou Gare de Nouvel-Avricourt.
La gare d'Igney - Avricourt est une gare ferroviaire française de la ligne de Noisy-le-Sec à Strasbourg-Ville, située sur le territoire de la commune d'Avricourt, à proximité de la commune d'Igney, dans le département de Meurthe-et-Moselle, en région Grand Est.
Cette gare, qui a joué le rôle de gare frontière côté français durant l'annexion de l'Alsace-Lorraine, ne doit pas être confondue avec l'ancienne gare frontière de Nouvel-Avricourt qui se trouve 1,3 km plus à l'est, en direction de Strasbourg, de l'autre côté de l'ancienne frontière.
C'est une gare voyageurs de la Société nationale des chemins de fer français (SNCF), du réseau TER Grand Est, desservie par des TER Grand Est.

## Situation ferroviaire
Établie à 283 m d'altitude, la gare d'Igney - Avricourt est située au point kilométrique 409,589 de la ligne de Noisy-le-Sec à Strasbourg-Ville, entre les gares fermées d'Emberménil et de Nouvel-Avricourt.
Ancienne gare de bifurcation, elle constituait l'origine de la ligne d'Igney - Avricourt à Cirey, aujourd'hui déclassée et déposée.

## Histoire

### Faits marquants

#### Des années 1850 à 1938
La gare d'Avricourt est mise en service le 12 août 1852 par la Compagnie du chemin de fer de Paris à Strasbourg lors de l'ouverture de la section de Nancy à Sarrebourg de la ligne de Paris à Strasbourg.
Le 21 janvier 1854, la Compagnie des chemins de fer de l'Est succède à la Compagnie du chemin de fer de Paris à Strasbourg.
Entre 1862 et 1863 la gare d'Avricourt accueille 12 495 voyageurs. Sur la même période, le trafic des marchandises représente 131 791 tonnes pour la grande vitesse et 11 687 717 tonnes pour la petite vitesse.
Lors de l'annexion de l'Alsace-Lorraine, à la suite de la signature du traité de Francfort le 10 mai 1871, le tracé de la nouvelle frontière fait que la gare d'embranchement et une partie de la ligne d'Igney - Avricourt à Cirey — mise en service le 26 avril 1870 et exploitée par la Compagnie anonyme du chemin de fer d'intérêt local d'Avricourt à Blâmont et Cirey (ABC) — se retrouvèrent dans l'Empire allemand, empêchant ainsi leur fonctionnement normal. À la suite des doléances françaises, les Allemands acceptèrent de modifier, par une convention additionnelle signée à Berlin le 12 octobre 1871, ladite frontière. Fixée sur six kilomètres le long même de la voie ferrée unique ABC et de celle à voie double de Paris – Strasbourg côté Lunéville, la nouvelle frontière permit le retour à la France de la commune d'Igney et la partie d'Avricourt située au sud de la voie ferrée (plus les villages de Raon-lès-Leau et de Raon-sur-Plaine). Les portions de voies ci-dessus et les installations de la gare d'Avricourt (qui prend le nom d'Igney - Avricourt) redeviennent alors françaises.
La gare frontière de Deutsch-Avricourt (aujourd'hui Nouvel-Avricourt) est achevée en 1875.
La gare d'Igney - Avricourt était la gare terminus pour les trains venus de France et permettait la correspondance, après un contrôle douanier avec les trains venus d'Allemagne[réf. nécessaire] ; de nombreuses voies de garage permettaient l'inspection, le triage et le déchargement des marchandises.
Après la Première Guerre mondiale, elle se situait toujours à la frontière entre les Chemins de fer de l'Est et les Chemins de fer d'Alsace et de Lorraine mais le relai-traction se faisait soit à Nancy soit à Metz et les deux grandes gares d'Avricourt voyaient désormais les trains rapides passer sans y marquer l'arrêt. Dès cette période, les activités ainsi que la quantité de personnel affectées à Igney - Avricourt déclinèrent fortement, le Gouvernement souhaitait en effet effacer les traces de cette ancienne frontière.
En 1931, le trafic de la gare d'Igney - Avricourt était de 617 245 voyageurs, 5 391 tonnes de marchandises pour la grande vitesse et 1 493 860 tonnes de marchandises pour la petite vitesse.

#### À partir de 1938
Le 1er janvier 1938, la SNCF devient concessionnaire des installations ferroviaires d'Igney - Avricourt.
Durant la Seconde Guerre mondiale, la gare est témoin de faits de Résistance : des « passeurs » aident des prisonniers de guerre, cachés dans des wagons, à s'évader.
Le service des voyageurs en direction de Blâmont et Cirey est supprimé en 1945.
Dans les années 1950, le site emploie 400 cheminots et fonctionne en 3 x 8.
Cette gare est citée dans le film de Claude Lelouch, Les Uns et les Autres (France, 1981). Elle est le théâtre d'une scène dans laquelle Robert Hossein et Nicole Garcia, jouant les rôles de Français de confession juive déportés se séparent de leur nourrisson en parvenant à le déposer sur les voies au cours d'une halte de leur train en gare d'Igney - Avricourt.
En octobre 2012, le poste d'aiguillage a été démoli et la plupart des voies de service et de débord ont été déposées.
En 2014, la SNCF estime la fréquentation annuelle de la gare à 24 624 voyageurs.

### Le bâtiment voyageurs

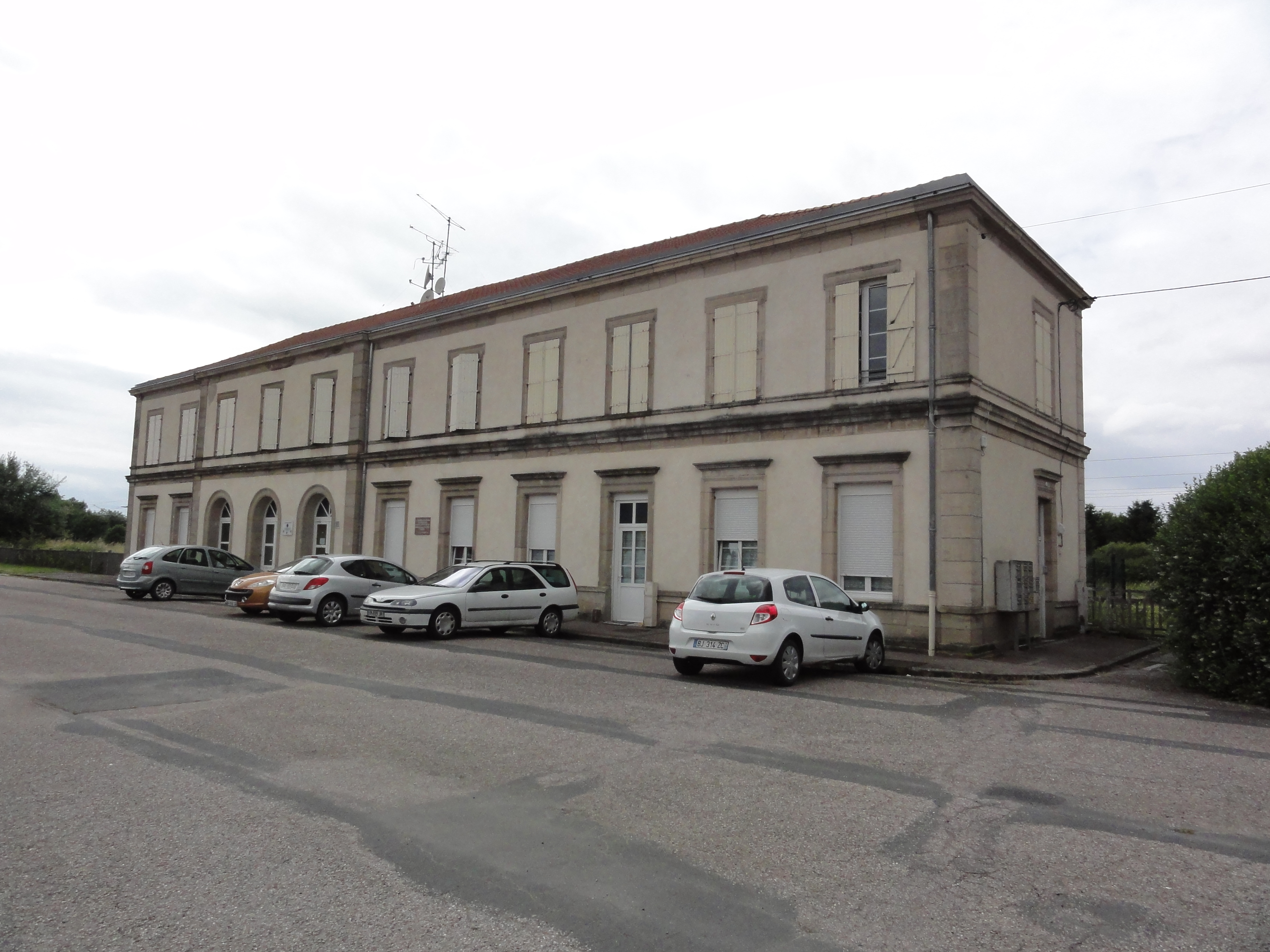
Le bâtiment de 1852. L'ancien corps central se distingue par ses percements à arcs.

Construit en 1852 par la Compagnie du chemin de fer de Paris à Strasbourg, il s'agit d'un bâtiment de type 5, qui fut construit pour la plus grande majorité des gares de la ligne de Paris à Strasbourg, entre Vitry-le-François et Strasbourg.
Les bâtiments de type 5 se caractérisent par une façade de style néo-classique recouverte d'enduit, munie de bandeaux et de pilastres d'angle en pierre de taille ainsi que de percements à linteau droit surmontés d'entablements. Le corps de logis, comprend un étage surmonté d'une toiture à deux croupes et comporte trois travées, celles du rez-de-chaussée étant surmontées d'arcs en plein cintre ; les ailes, sans étage, coiffées d'un toit à deux pans, comportaient généralement une ou deux travées à l'origine et étaient symétriques. Les murs latéraux avaient initialement un œil-de-bœuf, pour les ailes basses, ou une petite fenêtre en demi-lune, pour le corps central.
Le nouveau statut de gare frontière de la modeste gare d'Igney - Avricourt a nécessité la création de locaux pour la douane, de salles d'attente agrandies et de nouveaux bureaux. Au lieu de démolir le bâtiment de 1852, la Compagnie des chemins de fer de l'Est procéda à un agrandissement et à un surhaussement des ailes latérales de ce bâtiment et à la construction d'un nouveau bâtiment destiné aux voyageurs au centre d'un quai en îlot. Le bâtiment de type 5 agrandi possède désormais une aile à deux étages de six travées et une autre de deux de part et d'autre du corps central et la toiture est continue ; le second bâtiment, accessible aux voyageurs, est un long bâtiment à un étage d'une trentaine de travées qui faisait face au premier bâtiment. Plusieurs bâtiments de service existaient également.
Actuellement, seul le bâtiment de 1852 a survécu, reconverti en habitations. Le bâtiment situé entre les voies a complètement disparu mais la position des quais témoigne de sa présence.

## Fréquentation
De 2015 à 2024, selon les estimations de la SNCF, la fréquentation annuelle de la gare s'élève aux nombres indiqués dans le tableau ci-dessous.
| Année     | 2015   | 2016   | 2017   | 2018   | 2019   | 2020   | 2021   | 2022   | 2023   | 2024   |
| --------- | ------ | ------ | ------ | ------ | ------ | ------ | ------ | ------ | ------ | ------ |
| Voyageurs | 21 727 | 22 803 | 21 906 | 21 470 | 21 350 | 14 494 | 14 717 | 18 434 | 26 601 | 25 861 |

## Service des voyageurs

### Accueil
La gare ne dispose pas de guichet ouvert à la clientèle. Son bâtiment voyageurs est fermé au public. Une passerelle permet la traversée des voies.

### Desserte
Igney - Avricourt est desservie par des trains régionaux TER Grand Est assurant la relation Nancy-Ville – Sarrebourg – Saverne – Strasbourg-Ville.

### Intermodalité
En complément de la desserte ferroviaire, des autocars TER Grand Est desservent notamment les communes dont les gares sont fermées, en reliant Igney - Avricourt à celle de Sarrebourg. Cette substitution routière, représentant en moyenne deux aller-retours quotidiens en semaine et un seul le samedi (mais aucun les dimanches et jours fériés), compense partiellement la fermeture aux voyageurs des gares de Nouvel-Avricourt, Réchicourt-le-Château, Gondrexange et Héming.

## Patrimoine ferroviaire
L'ancien bâtiment voyageurs est devenu une habitation privée, tandis qu'une halle à marchandises est désaffectée. Il ne reste plus que les deux voies principales de la ligne Paris – Strasbourg, toutes les voies de service et de garage ayant été déposées.

## Cinéma
Dans le film Les Uns et les Autres, c'est dans cette gare qu'Anne Meyer abandonne son bébé sur la voie, lors de sa déportation.